# Shafaq
Shafaq (persky هواپیمای شفق‎, S, česky Úsvit) je íránský, podzvukový cvičný - bojový letoun s charakteristikami stealth, vyrobeným leteckými závody HESA. V současné době existuje pouze jeden prototyp.

## Vývoj
Letoun Shafaq vznikl na základě spolupráce Íránu a ruské letecké konstrukční kanceláře Mikojan-Gurjevič, která později od projektu odstoupila. Poprvé byl tento letoun představen na první letecké výstavě Iran Airshow v roce 2002. Tehdy ještě jako maketa. V roce 2004 byl letoun představen v íránské státní televizi.

## Konstrukce
Povrch letounu je potažen materiálem pohlcující radarové paprsky. Speciální konstrukce umožňuje rychlé změny úhlu náběhu a lepší obratnost v manévrovatelném vzdušném souboji. Letoun je vybaven ruskými pohonnými jednotkami RD-33, které jsou běžně používány u letounů MiG-29.
Letoun je vybaven elektroimpulzním systémem řízení fly-by-wire. V kokpitu se nacházejí barevné multifunkční displeje a vystřelovací sedačka K-36D. Bojový letoun Shafaq má sedm závěsných bodů, na které je možné zavěsit širokou škálu ruských a íránských raket typu vzduch-vzduch, vzduch-země a laserem naváděné střely.
- Osádka: 1 / 2
- Rozpětí: 10,45 m
- Délka: 10,84 m
- Výška: 4,26 m
- Nosná plocha: 78,04 m²
- Hmotnost prázdného stroje: 4 361 kg
- Maximální vzletová hmotnost: 6 900 kg
- Pohonná jednotka: 2× dvouproudový motor Klimov RD-33